# Белянкініт
Белянкініт, бєлянкініт — мінерал, водний титаноніобат кальцію і цирконію острівної будови.

## Загальний опис
Хімічна формула: (Ti, Ni, Zr, Ca) (O, OH)2 (1,5-2)H2O або СаТі6О13·11Н2О.
Сингонія ромбічна або моноклінна.
Спайність досконала в одному напрямі.
Густина 2,32-2,4. Твердість 2-3,5.
Колір жовто-коричневий. На площинах спайності перламутровий полиск.
Крихкий. Аморфний.
Зустрічається в нефелінсієнітових пегматитах Кольського півострова з мікрокліном, нефеліном, егірином. Крім того, зустрічається в асоціації з евдіалітом, лоренценітом, ромзаїтом і лампрофілітом.

## Різновиди
Розрізняють:
- бєлянкініт марганцевистий (відміна бєлянкініту, яка містить до 13 % MnO);
- бєлянкініт ніобіїстий (відміна бєлянкініту, яка містить ніобій).